# Font de Mestre Pere
La Font de Mestre Pere és una font, en forma d'ullal natural, que està situada on conflueixen els termes municipals de Palma, Bunyola i Valldemossa, Mallorca, concretament dins la possessió de la Cabana dels Frares, a l'oest de la carretera de Palma a Sóller. S'empra per abastir la població de Palma des de l'època musulmana.
La font es troba històricament lligada al domini musulmà de l'illa (902-1229), quan s'anomenava Font de Xilbar, jugant un paper fonamental en l'agricultura de la zona. Posteriorment estigué lligada a la possessió de Son Bibiloni, que pertanyia als frares Cartoixans de Valldemossa des de la segona meitat del segle xvi fins a la desamortització de Mendizábal de 1835. Del segle xiv al xvii es van succeir una sèrie de plets i sentències entre Son Térmens i Son Bibiloni, majoritàriament favorables a Son Bibiloni. Fou l'any 1998 quan l'Empresa Municipal d'Aigües i Clavegueram de Palma, EMAYA, començà a explotar-la, instal·lant un sistema de captació i impulsió de l'aigua que permet la seva circulació des de Son Térmens, on neix, fins als dipòsits de la planta de tractament de Son Tugores, des d'on es tractada i incorporada a la xarxa urbana. Des d'aleshores EMAYA té reservada únicament la propietat de la font de Mestre Pere els divendres, la resta de la setmana l'empresa només pot aprofitar l'excedent de l'aigua dels regants de la zona.
De tipus vauclasià i de descàrrega brusca, aquesta font té la particularitat de brollar amb cabals abundants en les èpoques més humides, mentre que a l'estiu presenta una sequera absoluta, cosa que fa que l'aprofitament de la seva aigua es produeixi bàsicament durant la primavera. La font té una síquia de grans proporcions, que sorgeix a un vessant de terreny conformant una bassa o prat, amb un sistema hidràulic on l'aigua és impulsada per la mateixa força de la gravetat gràcies al pendent de les síquies. La font de Mestre Pere fou declarada Bé d'Interès Cultural el 13 de març de 2009 pel Consell de Mallorca a instàncies d'EMAYA i la Comunitat de Regants de la síquia de Mestre Pere.